# Harreslev danske kirke
Harreslev danske kirke er sognekirke for den danske menighed i Flensborg-forstaden Harreslev i det nordlige Tyskland. Menigheden hører under Dansk Kirke i Sydslesvig.
Menighedens historie begynder i 1922, hvor første gang efter 1864 holdtes danske gudstjenester i byen. I 1952 fik menigheden en egen præst. Den nuværende kirke blev indviet i 1994. Kirken er dermed en af de yngste i Sydslesvig. Arkitekter var Finn Schmidt og Finn Aaskov fra Aabenraa, mens kirkens indre blev designet af Thorkild Have. Kirken er præget af enkle linjer og vekslende lysindfald. Døbefonten og prædikestolen i kirkens indre er lavet i massiv eg. Kirkeskibet er en model af det historiske skib Norske Løve. Malerierne over alteret viser tre faser i Jesu liv før, under og efter korsfæstelsen. Orglet er en gave fra menigheden i Ans ved Silkeborg. Kirken kan rumme cirka 80 mennesker.